# 納迪亞·古拉姆
納迪亞·古拉姆·達斯特吉爾（英語：Nadia Ghulam Dastgir，1985年6月4日—），出生於喀布爾的阿富汗女性作家，曾為了逃避塔利班對女性的嚴格限制，佯裝成已故的哥哥長達十年。她和記者安尼斯·羅特格在2010年共同出版了一本自傳小說《我的頭巾的秘密》，贏得當年的布魯登希·貝特拉納小說獎。

## 生平
1991年，古拉姆家的一部份房屋被炸毀，她陸續在不同醫院接受了兩年的治療。隨著塔利班起義掌控了喀布爾，出院後年僅11歲的納迪亞決定跟著母親一起佯裝成男性，以便獨自出外工作養家活口。她使用在阿富汗內戰中喪生的哥哥澤爾邁的名義，學習可蘭經並成為了清真寺的助理。
隨著2001年阿富汗戰爭再次爆發，塔利班政權撤退，她在16歲時重返學校上學，她的故事也開始為西方人所知，例如2003年電影《奥萨马》便以此作為題材。2006年，位于喀布尔的国际非政府组织「阿富汗人权协会」协助她搬到了西班牙加泰罗尼亚，並接受面部重建手术。
2010年，她和安尼斯·羅特格共同出版《我的頭巾的秘密》一書，內容講述自己的經歷，贏得當年的布魯登希·貝特拉納小說獎。2014年，她和琼·索勒·伊·阿米戈共同出版《治愈我的故事》一書，收錄自己住院時母親所講的故事。2016年，她和哈维尔·迪埃格斯合作出版《夜晚的第一颗星》，是一部取材自現實生活的小說。  此外，她在2016年获得社会教育学士学位，并於2019年获得国际发展硕士学位。 她还出现在卡尔斯·费尔南德斯·吉亚（Carles Fernández Giua）制作的关于她故事的剧情纪录片《纳迪亚》中。 
2016年，古拉姆成立了非政府組織「和平之橋」（Ponts per la pau），为在加泰罗尼亚的移民提供语言课程，并协助阿富汗的学童提供学习材料和阅读作业。 

## 教育
- 2009年：西班牙巴塞隆納拉皮內達學院（西班牙語：Institut La Pineda）计算机科学专业副学士学位
- 2011年：西班牙巴塞隆納歐亨尼多斯學院（西班牙語：Institut Eugeni d’Ors）社会融合专业副学士学位
- 2016年：西班牙巴塞隆納拉蒙·柳利大学Pere Tarrés社會科學院社会教育专业学士学位
- 2019年：西班牙巴塞隆納國際研究學院国际发展专业硕士学位

## 奖项
- 2010年：吉罗纳文学奖布魯登希·貝特拉納小說獎，以《我的头巾的秘密》一書獲獎。
- 2016年：西班牙巴塞隆納市妇女委员会颁发“突破性别刻板印象、促进社会转型”的Primis Trencant Invisibilitats 2016奖。
- 2020年：Mare Terra第26届地中海奖项的特别提名奖，以表彰在加泰罗尼亚从事和平建设和行动主义方面的贡献。[7]
- 2020年：Esplai基金会颁发的社会教育和电子包容行动奖，以表彰在承诺公民方面的杰出贡献。[8]